# Santolaria de Galligo
Santolaria de Galligo (aragonès) Santa Eulalia de Gállego (castellà), oficialment Santa Eulalia de Gállego/Santolaria de Galligo) és un municipi d'Aragó situat a la província de Saragossa i enquadrat a la comarca de la Foia d'Osca.